# Rosenheim
Rosenheim är en kretsfri stad i Oberbayern i förbundslandet Bayern i Tyskland. Staden är Landkreis Rosenheims administrativa centrum men ingår inte i Landkreis Rosenheim. Folkmängden uppgår till cirka 65 000 invånare.

## Kända personer från Rosenheim
- Lars Bender
- Sven Bender
- George Dzundza
- Siegfried Fischbacher
- Hermann Göring
- Martin Tomczyk